# Cretanaspis
Cretanaspis is een geslacht van kevers uit de familie spartelkevers (Mordellidae).
Het geslacht is voor het eerst wetenschappelijk beschreven in 1999 door Huang & Yang.

## Soorten
Het geslacht omvat de volgende soort:
- Cretanaspis lushangfenensis Huang & Yang, 1999